# Bahnhof Haboro
Der Bahnhof Haboro (jap. 羽幌駅, Haboro-eki) ist ein ehemaliger Bahnhof auf der japanischen Insel Hokkaidō. Er befand sich in der Unterpräfektur Rumoi auf dem Gebiet der Stadt Haboro und war von 1932 bis 1987 in Betrieb.

## Beschreibung
Haboro war ein Anschlussbahnhof an der Haboro-Linie von Rumoi nach Horonobe. Der Bahnhof lag südöstlich des Stadtzentrums und war von Südwesten nach Nordosten ausgerichtet. Er verfügte über drei Gleise, von denen zwei dem Personenverkehr dienten. Diese lagen an einem Mittelbahnsteig, der durch eine Überführung mit dem Empfangsgebäude an der Westseite der Anlage verbunden war. Hinzu kamen mehrere Nebengleise für den Güterverkehr. Das frühere Empfangsgebäude wurde vollständig modernisiert und dient heute als Busterminal der Gesellschaft Engaru Bus.
Südlich der Anlage erstreckte sich das Gelände der Zweigstelle Haboro des staatlichen Forstamtes mit einem weitläufigen Holzstapelplatz. Von dort aus erschloss eine Waldbahn verschiedene Gebiete im südöstlich gelegenen Tal des Haboro-gawa.

## Geschichte

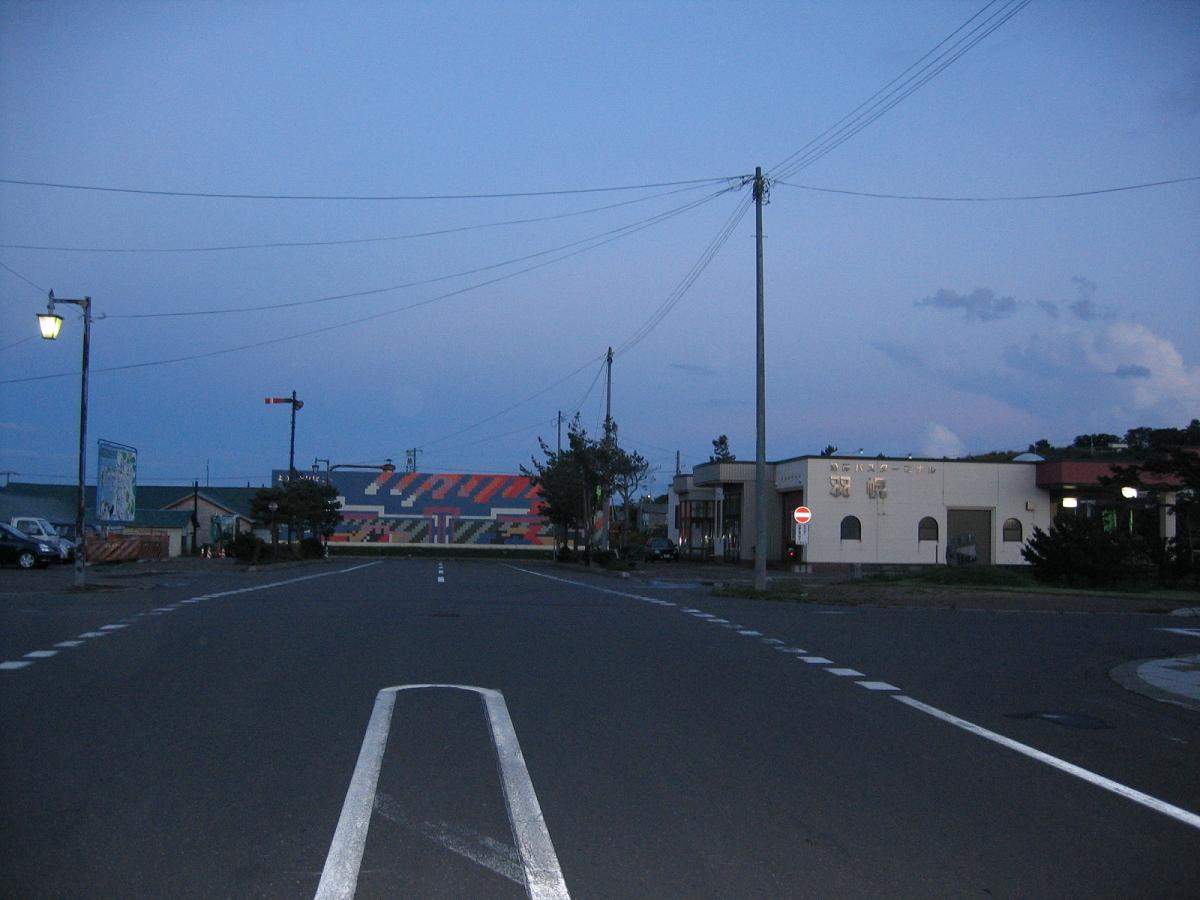
Straße zum Bahnhof Haboro

Das Eisenbahnministerium eröffnete den Bahnhof am 1. September 1932, zusammen mit dem Abschnitt der Haboro-Linie von Kotambetsu her. Haboro war daraufhin für etwas mehr als neun Jahre die nördliche Endstation, bis die Strecke am 9. Dezember 1941 nach Chikubetsu verlängert wurde (die durchgehende Verbindung zwischen Rumoi und Horonobe war erst 1958 fertiggestellt).
1942 eröffnete die staatliche Forstbehörde eine 14 km lange Waldbahn mit einer Spurweite von 762 mm, deren Ausgangspunkt der Bahnhof Haboro war. Sie wurde jedes Jahr kontinuierlich verlängert, bis sie schließlich 1957 die maximale Länge von 44,4 km erreichte. Neben Holz beförderte sie ab 1954 auch andere Güter. Aufgrund der etappenweise Umstellung auf den Transport mit Lastkraftwagen wurde die Waldbahn schrittweise verkürzt und 1963 komplett stillgelegt.
Von 1962 bis 1986 verkehrte ein Schnellzugpaar täglich von Sapporo über Rumoi nach Horonobe, mit Halt in Haboro. Die Japanische Staatsbahn stellte am 1. Februar 1984 aus Kostengründen den Güterumschlag und die Gepäckaufgabe ein. Am 30. März 1987, zwei Tage vor ihrer Privatisierung, legte sie die gesamte Haboro-Linie still. Ein Eisenbahnsignal, das an einer Seitenwand des früheren Bahnhofs befestigt ist, erinnert an den einstigen Schienenverkehr.